# 野村周平
野村周平（日语：／ Nomura Shuhei，1993年11月14日—），日本男演员，出身於兵庫縣，擁有四分之一的中國血統。堀越高等學校畢業，為日本Amuse事務所旗下藝人。

## 簡歷
2009年，日本知名經紀公司Amuse舉辦「Amuse全國徵選2009 THE PUSH!マン」選秀，野村周平的父親在野村不知情的情況下寄了徵選書。第一次合格後，野村才知此事。最終在三萬多名参赛者中获得最优秀赏，而踏入藝能界。

## 個人生活
本人曾表示喜歡所有刺激性的運動。如極限運動中的單車、滑板等。曾在節目中表演過單車飛躍主持人。

## 戲劇作品

### 電視劇
- 新撰組PEACE MAKER（2010年1月－3月，MBS電視台）飾 北村铃
- 職業高爾夫之花（日语：プロゴルファー花）（2010年4月8日－7月8日，讀賣電視台）飾 野宫陆
- 天使之享（日语：天使のわけまえ (テレビドラマ)）（2010年7月6日－8月3日，NHK）飾 北村康太
- 震撼鮮師（2010年7月10日－9月18日，TBS電視台）飾 海老原健
- 遠い日のゆくえ（2011年3月13日，WOWOW）飾 神田貴史
- 高中生餐廳（2011年5月－7月，日本電視台）飾 中村幸一
- 平清盛 第6集（2012年2月12日，NHK）飾 春夜（少年）
- 黑板〜與時代戰鬥的教師們〜（日语：ブラックボード〜時代と戦った教師たち〜#キャスト）第1夜（2012年4月5日，TBS電視台）飾 磯部弘昌
- 小梅醫生 (2012年8月9日－9月29日，NHK）飾 佐藤光男
  - 特別篇小梅醫生～不能結婚的男女～（2012年10月13日－20日，NHK BS Premium）
- 黑之女教師 第7集（2012年8月31日，TBS電視台）飾 飯塚直樹
- GTO 第10-11集（2012年9月4日－11日，關西電視台）飾
- 藍色恐懼 第9集 - 最終回（2012年12月3日－17日，TBS電視台）飾 諸岡克彦
- 索多瑪的蘋果（日语：ソドムの林檎〜ロトを殺した娘たち）（2013年3月－4月，WOWOW）飾 下村敏八（少年）
- 35歲的高中生（2013年4月－6月，日本電視台）飾 湯川理
- 刑警的眼神（日语：刑事のまなざし） 第1集（2013年10月7日，TBS電視台）飾 前田裕馬
- 我存在的時間（2014年1月－3月，富士電視台）飾 澤田陸人
- 年輕人們2014（2014年7月－9月，富士電視台）飾 佐藤旦
- 戀仲（2015年7月－9月，富士電視台）飾 蒼井翔太
- 世界奇妙物語25週年秋～傑作復活編（日语：世にも奇妙な物語_25周年記念!秋の2週連続SP）（2015年11月21日，富士電視台）主演 高田和夫
- Fragile（2016年1月－3月，富士電視台）飾 森井久志
- 蒙太奇三億日元事件奇譚（日语：モンタージュ (漫画)#テレビドラマ）（2016年6月25日、26日，富士電視台）飾 川崎雄大
- 有喜歡的人（2016年7月－9月，富士電視台）飾 柴崎冬真
- Byplayers如果六位名配角同住一個屋簷下 第5話（2017年2月11日，東京電視台）飾 本人
- 毛骨悚然撞鬼經驗 夏之特別篇2017《箱子》（2017年8月19日，富士電視台）主演 間宮和幸
- FNS27小時電視（2017年9月9日、10日，富士電視台）
  - 「源氏さん!物語」 - 飾 本人
  - 「僕の金ケ崎」 - 飾 老師
  - 「私たちの薩長同盟」 - 飾 中岡慎太郎
- 派遣女醫X 第5季（2017年10月－12月，朝日電視台）飾 伊東亮治
- 電影少女-VIDEO GIRL AI 2018-（2018年1月－4月，東京電視台）主演 弄内翔
- 我的初戀情人（2019年1月－3月，朝日電視台）主演 垣野內逞
- 小道消息 ＃她想知道真正的○○（2022年1月6日－3月17日，富士電視台）飾 下馬蹴人
- 黑金丑島君 黑金犀原小姐（2022年9月20日－12月28日，MBS・TBS）飾 象山彪
- 5分鐘後的意外結局（日语：5分後に意外な結末） 第3話（2022年10月6日，讀賣電視台・日本電視台）主演 渋谷純平
- 完蛋的壹子只好變得有魅力（日语：完全に詰んだイチ子はもうカリスマになるしかないの）（2022年11月2日－12月21日，東京電視台）飾 凪元恭平
- 社會抹殺丈夫的五種方法（日语：夫を社会的に抹殺する5つの方法）（2023年1月11日－3月15日，東京電視台）飾 奧田大輔
- STAND UP START 第2話（2023年1月25日，富士電視台）飾 東城充
- 婚活奮鬥中（2024年1月17日－3月20日，富士電視台）飾 大池貴司
- YIPS 易普症 第10話（2024年6月14日，富士電視台）飾 新正誠
- 反正是別人的事～某法律顧問內心的工作～（日语：しょせん他人事ですから 〜とある弁護士の本音の仕事） 第2話・第3話（2024年7月26日・8月2日，東京電視台）飾 双葉リオ
- 完全不倫（日语：完全不倫 -隠す美学、暴く覚悟-）（2025年7月2日－，日本電視台）飾 櫻井陽介
- 花牌情緣－巡－（2025年7月9日－，日本電視台）飾 真島太一

### 電影
- 如果高校棒球女子經理讀了彼得·杜拉克（2011年6月4日，東寶） - 飾演 田村春道
- 泡吧偵探（日语：探偵はBARにいる）（2011年9月10日，東映） - 飾演 則天道場私塾的學生
- 來自天國的喝采（2011年10月1日，ASMIK ACE）- 飾演 仲村キヨシ
- らもトリップ 「クロウリング・キング・スネイク」（2012年2月25日，東京藝術大學） - 飾演 林俉郎
- 再生物語（日语：スープ〜生まれ変わりの物語〜）（2012年7月7日，東京劇場） - 飾演 三上直行
- 江之島稜鏡（日语：江ノ島プリズム）（2013年8月10日） - 飾演 木島朔
- 男子高中生的日常（2013年10月12日，Showgate）- 飾演 吉竹
- 死亡拼圖（2014年3月8日，KADOKAWA）- 飾演 湯淺茂央
- 鯨魚之夏（日语：クジラのいた夏）（2014年5月3日）- 主演 廚屋忠也
- 日日搖滾（日语：日々ロック）（2014年11月22日，松竹）- 主演 日日沼拓郎
- 墊底辣妹（2015年5月1日，東寶） - 飾演 森玲司
- 積愛的人（日语：愛を積むひと）（2015年6月20日，松竹） - 飾演 杉本徹
- 荔枝☆光俱樂部（日语：ライチ☆光クラブ#映画）（2016年2月13日，日活） - 主演 田宮
- 花牌情緣 上、下（2016年3月19日・4月29日，東寶） - 飾演 真島太一
- 森山中教習所（2016年7月9日）- 主演 佐藤清高
- 惡魔蛙男（2016年11月12日） - 飾演 西野純一
- 帝一之國（2017年4月29日、東宝） - 飾演 東郷菊馬
- 古書堂事件手帖 (2018年11月1日） - 飾演 五浦大輔
- Walking Man (2019年10月11日） - 飾演 佐巻アトム
- 極速甩尾 （页面存档备份，存于） (2022年6月10日） - 飾演 大羽紘一

### 舞台
- AMUSE produce「君の席は、仆の席」

### 動畫
- 颱風的諾爾達（2015年6月5日，東寶） - 飾演 東秀一

## PV
- flumpool「只想凝視著你」（2009年）
- 決明子「仲間」（2010年）
- WEAVER「キミノトモダチ」（2010年）
- WEAVER「『あ』『い』をあつめて」（2011年）

## 獎項
- 2015年
  - 第10屆大阪亞洲電影節新人男演員獎（《鯨魚之夏（日语：クジラのいた夏）》、《日日搖滾（日语：日々ロック）》）
  - 第7屆TAMA電影獎（日语：TAMA CINEMA FORUM）最優秀新進男演員獎（《積愛的人（日语：愛を積むひと）》、《日日搖滾》、《墊底辣妹》、《颱風的諾爾達》）
- 2016年
  - JAPAN ACTION SPORTS AWARDS 2016 SPECIAL AWARD

## 外部連結
- Amuse官方網站 （页面存档备份，存于）
- AmuseFacebook主页 （页面存档备份，存于）
- 野村周平的X（前Twitter）
- 野村周平的Instagram帳戶
- 野村周平在互联网电影资料库（IMDb）上的資料（英文）